# جمعية المواساة الإسلامية
جمعية المواساة الإسلامية هي جمعية خيرية مصرية تأسست سنة 1910 بمدينة الإسكندرية في مصر على يد عبد العزيز جاويش، قبل الحرب العالمية الأولى، حيث تزايد الاهتمام بإنشاء الجمعيات الإسلامية. واهتمت بتقديم الخدمات الصحية والاجتماعية لغير القادرين. وأصبح لها فروعا في القاهرة والإسكندرية والمنوفية وأسوان أنشأت الجمعية عددا من المستشفيات الخيرية بالمحافظات المختلفة لتقديم الرعاية الصحية لغير القادرين، قامت الجمعية بتأسيس مستشفى المواساة الجامعي سنة 1936، ومسجد المواساة سنة 1937 بمدينة الإسكندرية.

## معرض الصور

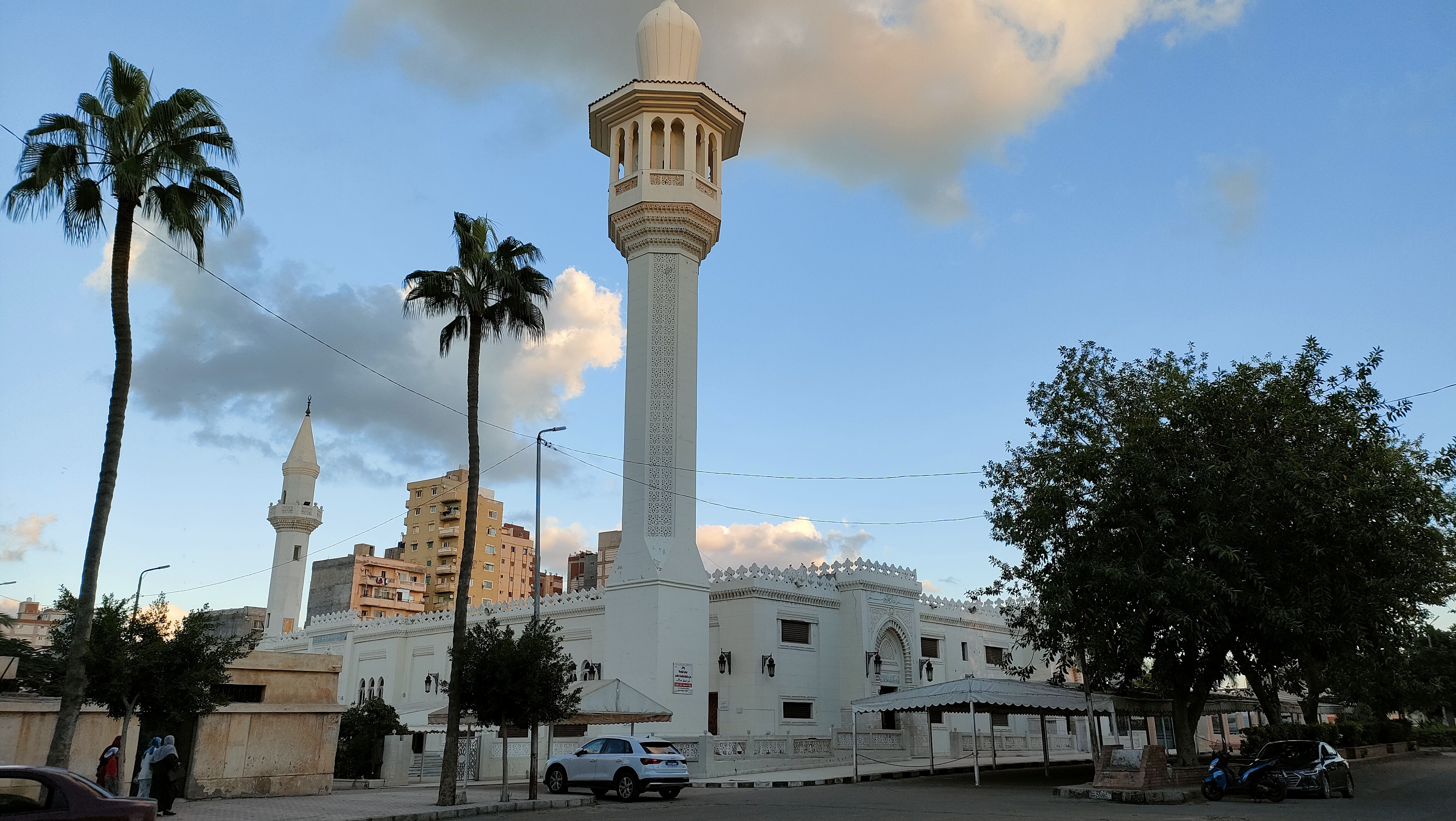
مسجد المواساة
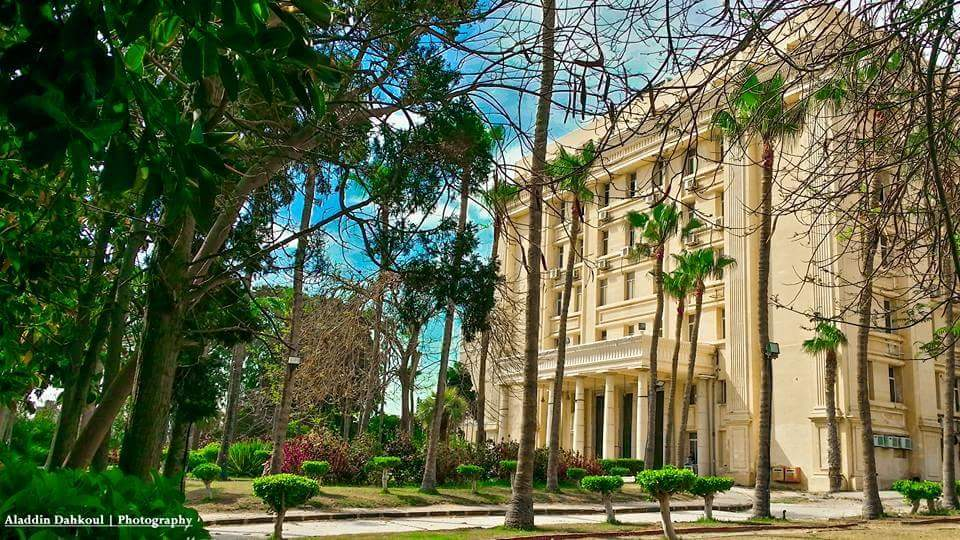
مستشفى المواساة الجامعي

## وصلات خارجية
- الموقع الرسمي للجمعية.